# Olivier Thill
Olivier Thill (Ciudad de Luxemburgo, 17 de diciembre de 1996) es un futbolista luxemburgués que juega en la demarcación de centrocampista para el F. C. Progrès Niederkorn de la División Nacional de Luxemburgo.

## Selección nacional
Tras jugar en la selección de fútbol sub-21 de Luxemburgo, finalmente el 31 de agosto de 2017 hizo su debut con la selección absoluta en un encuentro de clasificación para la Copa Mundial de Fútbol de 2018 contra Bielorrusia que finalizó con un resultado de 1-0 a favor del combinado luxemburgués tras el gol de Daniel da Mota. Su primer gol para la selección llegó contra Bulgaria el 10 de octubre de 2017.

### Goles internacionales
| # | Fecha                   | Estadio                                      | Oponente | Gol | Resultado | Competición                                          |
| - | ----------------------- | -------------------------------------------- | -------- | --- | --------- | ---------------------------------------------------- |
| 1 | 10 de octubre de 2017   | Estadio Josy Barthel, Luxemburgo, Luxemburgo | Bulgaria | 1–0 | 1-1       | Clasificación para la Copa Mundial de Fútbol de 2018 |
| 2 | 8 de septiembre de 2018 | Estadio Josy Barthel, Luxemburgo, Luxemburgo | Moldavia | 2–0 | 4-0       | Liga de Naciones de la UEFA 2018-19                  |
| 3 | 4 de septiembre de 2021 | Estadio Rajko Mitić, Belgrado, Serbia        | Serbia   | 2–1 | 4-1       | Clasificación para la Copa Mundial de Fútbol de 2022 |

## Clubes
| Club                     | País       | Año       | Partidos | Goles |
| ------------------------ | ---------- | --------- | -------- | ----- |
| F. C. Rodingen 91        | Luxemburgo | 2013-2015 | 51       | 13    |
| F. C. Progrès Niederkorn | Luxemburgo | 2015-2018 | 78       | 18    |
| F. C. Ufa                | Rusia      | 2018-2020 | 56       | 1     |
| F. C. Vorskla Poltava    | Ucrania    | 2021-2022 | 32       | 12    |
| Eyüpspor                 | Turquía    | 2022-2023 | 22       | 1     |
| Şanlıurfaspor (cedido)   | Turquía    | 2023-2024 | 17       | 2     |
| F. C. LNZ Cherkasy       | Ucrania    | 2024-2025 | 33       | 3     |
| F. C. Progrès Niederkorn | Luxemburgo | 2025-     |          |       |